# Parbladsmossa
Parbladsmossa (Arnellia fennica) är en bladmossart som först beskrevs av Gottsche et Rabenh., och fick sitt nu gällande namn av Sextus Otto Lindberg. Parbladsmossa ingår i släktet Arnellia och familjen Arnelliaceae. Enligt den finländska rödlistan är arten sårbar i Finland. Enligt den svenska rödlistan är arten nära hotad i Sverige. Arten förekommer i Övre Norrland. Artens livsmiljö är kalkstensklippor och kalkbrott. Inga underarter finns listade i Catalogue of Life.